# JLS
JLS (voluit: Jack the Lad Swing) is een Britse boyband, bestaande uit Aston Merrygold, Marvin Humes, Jonathan Gill en Oritsé Williams. De groep brak door na het behalen van de tweede plaats in het vijfde seizoen van het Britse talentenjachtprogramma The X Factor (2008).

## Biografie
JLS werd gevormd in 2007 en nam een jaar later deel aan het programma The X Factor, waarbij zij als tweede eindigden achter zangeres Alexandra Burke. Hierna sloot JLS een contract met platenmaatschappij Epic Records. Hun eerste twee singles Beat again en Everybody in love eindigen allebei op nummer 1 in de UK Singles Chart. Het debuutalbum van JLS, dat in november 2009 verscheen, werd in het Verenigd Koninkrijk bekroond met viermaal platina en in Ierland met dubbel platina. In 2010 tekende de boyband een contract met platenmaatschappij Jive Records.
Hun tweede album, Outta this world (2010), verkocht eveneens goed en leverde de groep opnieuw twee Britse nummer 1-hits op: The club is alive en Love you more. Het succes werd voortgezet met het in 2011 verschenen derde album, Jukebox. De eerste single hiervan, She makes me wanna, werd hun vijfde nummer 1-hit in het Verenigd Koninkrijk. De opvolgende single Take a chance on me strandde er op de tweede plaats.
In 2012 scoorde JLS een top 10-hit in de UK Singles Chart met Proud, de officiële single voor Sport Relief. Later dat jaar kwam het vierde studioalbum Evolution uit, dat goed was voor een Britse gouden plaat. Op 24 april 2013 kondigden de leden aan dat JLS aan het eind van dat jaar zou ophouden te bestaan. De groep gaf een serie afscheidsconcerten en bracht nog een verzamelalbum uit. In 2020 kwam de boyband weer bijeen voor het maken van een reünietournee en een nieuw album.
JLS brak (met uitzondering van Ierland) nooit internationaal door, ook niet in Nederland of België. In het Verenigd Koninkrijk was het succes echter groot en is JLS de enige X Factor-act ooit die vijf nummer 1-singles behaalde. De groep won tevens verschillende prijzen, waaronder vier Mobo's en twee Brit Awards. In 2012 was JLS genomineerd voor een Brit Award in de categorie 'beste Britse single', maar hierbij verloren zij van de toen opkomende boyband One Direction.

## Discografie (albums)
- JLS (2009)
- Outta this world (2010)
- Jukebox (2011)
- Evolution (2012)
- Goodbye - The greatest hits (2013)